# Josip Bozanić

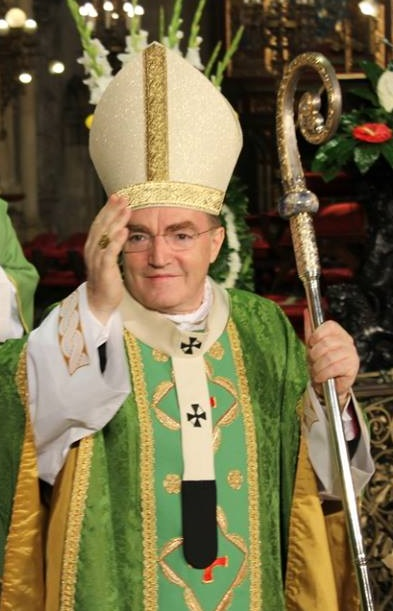
Josip Kardinal Bozanić (2012)

Wappen von Josip Kardinal Bozanić

Josip Kardinal Bozanić (* 20. März 1949 in Rijeka) ist ein kroatischer Geistlicher und emeritierter römisch-katholischer Erzbischof von Zagreb. Er war darüber hinaus von 1997 bis 2007 Präsident der Kroatischen Bischofskonferenz.

## Leben
Josip Bozanić erhielt eine humanistische Schulbildung am Seminar von Pazin und studierte anschließend an den Theologischen Fakultäten von Rijeka und Zagreb Katholische Theologie und Philosophie, ehe am 29. Juni 1975 das Sakrament der Priesterweihe für das Bistum Krk empfing. Nach vier Jahren als Seelsorger absolvierte er in Rom in den Jahren 1979 bis 1985 weiterführende Studien im Fach Dogmatik an der Päpstlichen Universität Gregoriana und im Fach Kanonisches Recht an der Päpstlichen Lateranuniversität. Von 1986 bis 1989 nahm er Leitungsaufgaben in der Administration der Diözese Krk wahr, von 1988 bis 1997 dozierte er Kanonisches Recht und Dogmatik am Priesterseminar von Rijeka.
Am 10. Mai 1989 wurde Josip Bozanić zum Koadjutorbischof von Krk ernannt. Die Bischofsweihe spendete ihm der Erzbischof von Zagreb, Franjo Kardinal Kuharić, am 25. Juni 1989; Mitkonsekratoren waren der Erzbischof von Rijeka-Senj, Josip Pavlišic, und der Bischof von Krk, Karmelo Zazinović. Mit dem Rücktritt Karmelo Zazinovic am 14. November 1989 trat er dessen Nachfolge als Bischof von Krk an. Von Juni bis November 1996 war er zusätzlich Apostolischer Administrator sede plena des Erzbistums Rijeka.
Am 5. Juli 1997 ernannte ihn Papst Johannes Paul II. zum Erzbischof von Zagreb. Bozanić gehört seit dem 21. Oktober 2003 als Kardinalpriester mit der Titelkirche San Girolamo dei Croati (degli Schiavoni) (Heiliger Hieronymus der Kroaten) dem Kardinalskollegium an. Er nahm am Konklave 2005, am Konklave 2013 sowie am Konklave 2025 teil.
Bozanić war ab 1997 zwei Perioden lang Vorsitzender der Kroatischen Bischofskonferenz. Innerhalb der Bischofskonferenz hatte er zuvor ab 1993 die Kommission für kirchliche und staatliche Beziehungen geleitet. Im Oktober 2007 wurde er von Marin Srakić abgelöst.
2016 wurde er von Kardinal-Großmeister Edwin Frederick Kardinal O’Brien zum Großoffizier des Ritterordens vom Heiligen Grab zu Jerusalem und zum Großprior der kroatischen Statthalterei ernannt.
Am 15. April 2023 nahm Papst Franziskus sein vorzeitiges, aus gesundheitlichen Gründen eingereichtes Rücktrittsgesuch an.

## Mitgliedschaften
Josip Kardinal Bozanić ist Mitglied folgender Organisationen der Römischen Kurie:
- Kongregation für den Gottesdienst und die Sakramentenordnung (seit 2003)[3]
- Päpstlicher Rat für die Laien (2002–2016)[4]
- Kongregation für das Katholische Bildungswesen (ab 2010[5], bestätigt 2013[6], bis 2022)
- Päpstlicher Rat zur Förderung der Neuevangelisierung (2011–2022)[7]
- Päpstlicher Rat für die sozialen Kommunikationsmittel (2011–2016)[8]
- Dikasterium für die Evangelisierung, Sektion für die grundlegenden Fragen der Evangelisierung in der Welt (seit 2023)[9]